# Powstanie w Palermo
Powstanie w Palermo – jeden z epizodów Wiosny Ludów, który miał miejsce w dniach 12–21 stycznia 1848 roku.
Powstanie w Palermo w Królestwie Obojga Sycylii wybuchło 12 stycznia 1848 roku i skierowane było przeciwko absolutystycznym rządom króla Ferdynanda II. Siły powstańców liczyły początkowo 600 ludzi, z czego zaledwie połowa posiadała broń. Dzień później siły powstańcze wzmocniły oddziały uzbrojonych górali, którzy zdobyli kilka komisariatów. Po trwającej cały dzień walce do akcji wkroczyło wojsko, które rozpoczęło ostrzał Palermo z dział. 14 stycznia powstańcy powołali rząd tymczasowy, na czele którego stanął Ruggero Settimo. Dzień później do miasta wkroczyło 6000 żołnierzy pod dowództwem generała Guglielmo Desaugeta. Walki trwały do dnia 21 stycznia i zakończone zostały podpisaniem ugody, na mocy której wojsko opuściło miasto. Zwycięstwo przypadło w udziale powstańcom, których straty wyniosły ok. 100 zabitych i 200 rannych.